# Алегрия, Пилар
Мария дель Пилар Алегрия (исп. María del Pilar Alegría Continente; род. 1 ноября 1977, Ла-Сайда, Арагон) — испанский политический и государственный деятель. Член Испанской социалистической рабочей партии (PSOE). Действующий официальный представитель правительства и министр образования, профессиональной подготовки и спорта Испании с 21 ноября 2023 года. В прошлом — министр образования и профессиональной подготовки (2021—2023), член Конгресса депутатов Испании (2008—2015), депутат Арагонских кортесов (2015—2019), член городского совета Сарагосы (2019—2020), делегат правительства в Арагоне (2020—2021).

## Биография
Родилась 1 ноября 1977 года в Ла-Сайде в провинции Сарагоса.
Получила педагогическое образование в Университете Сарагосы.
В 2008—2015 годах — член Конгресса депутатов Испании, в 2015—2019 годах — депутат Арагонских кортесов. 6 июля 2015 года вступила в должность министра инноваций, науки и высшего образования правительства Арагона. В 2019—2020 годах — член городского совета Сарагосы. С 11 февраля 2020 года — делегат правительства в Арагоне.
12 июля 2021 года назначена министром образования и профессиональной подготовки во втором кабинете Санчеса.
21 ноября 2023 года назначена официальным представителем правительства и министром образования, профессиональной подготовки и спорта в третьем кабинете Педро Санчеса.